# Morlancourt
 Morlancourt  es una comuna francesa situada en el departamento de Somme, en la región de Hauts-de-France.

## Demografía
| 392 | 371 | 319 | 320 | 335 | 318 | 367 |
| Para los censos de 1962 a 1999 la población legal corresponde a la población sin duplicidades (Fuente: INSEE [Consultar]) |     |     |     |     |     |     |